# Császár
Császár is een plaats (község) en gemeente in het Hongaarse comitaat Komárom-Esztergom. Császár telt 1926 inwoners (2001).